# John Henninger Reagan
John Henninger Reagan (1818-1906) – amerykański polityk i prawnik pochodzący z Teksasu. Demokrata, był członkiem Izby Reprezentantów. Jednakże po wystąpieniu Teksasu z Unii zrezygnował z tego stanowiska. Został Głównym Poczmistrzem oraz sekretarzem skarbu w gabinecie prezydenta Skonfederowanych Stanów Ameryki Jeffersona Davisa.

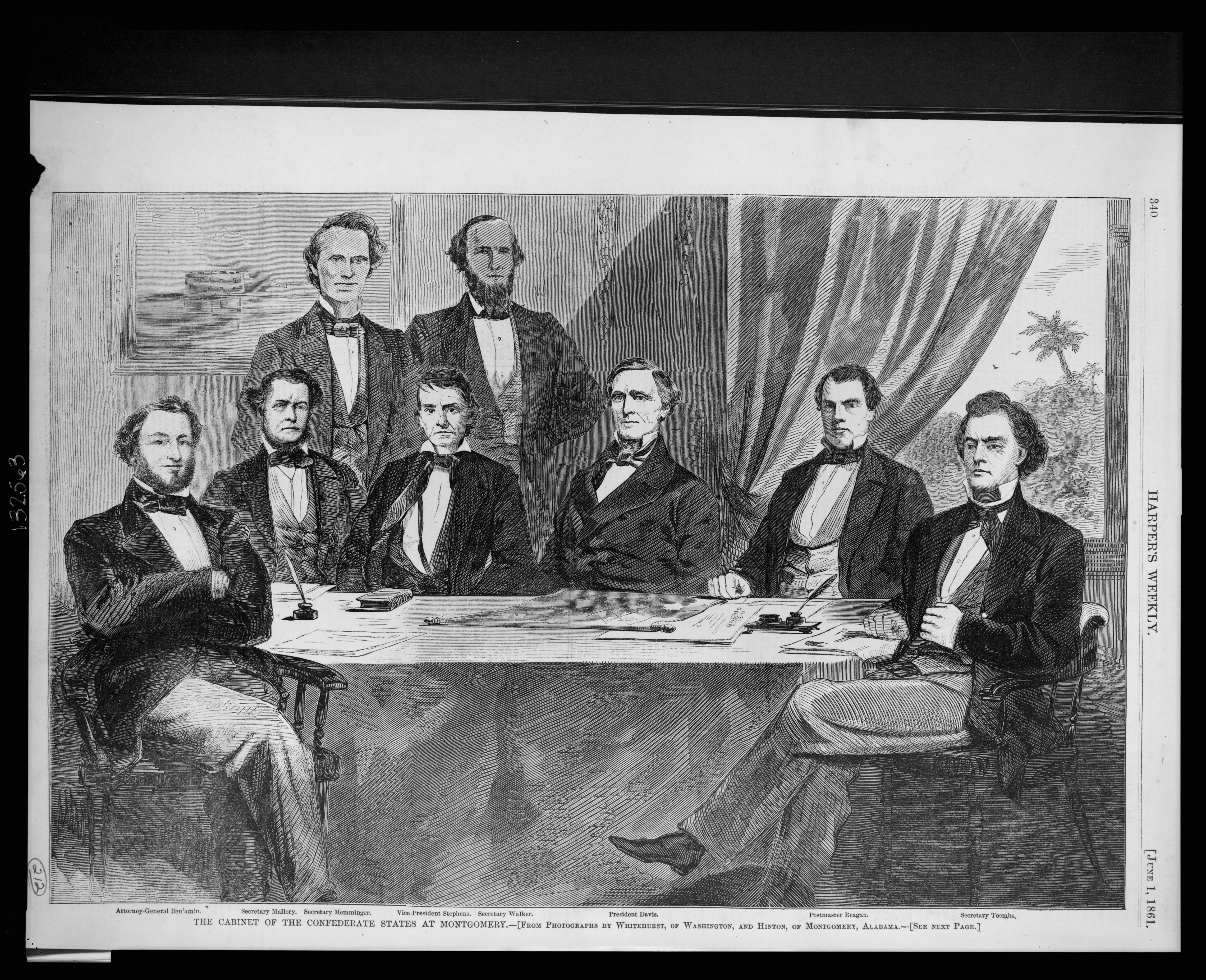
Gabinet Konfederacji (od lewej): Judah P. Benjamin, Stephen Mallory, Christopher Memminger, Alexander Stephens, LeRoy Pope Walker, Jefferson Davis, John Henninger Reagan oraz Robert Toombs